# Liste der Bodendenkmäler in Johannesberg (Bayern)
Auf dieser Seite sind die Bodendenkmäler in der unterfränkischen Gemeinde Johannesberg zusammengestellt. Diese Tabelle ist eine Teilliste der Liste der Bodendenkmäler in Bayern. Grundlage ist die Bayerische Denkmalliste, die auf Basis des Bayerischen Denkmalschutzgesetzes vom 1. Oktober 1973 erstmals erstellt wurde und seither durch das Bayerische Landesamt für Denkmalpflege geführt wird. Die folgenden Angaben ersetzen nicht die rechtsverbindliche Auskunft der Denkmalschutzbehörde.

## Bodendenkmäler in Johannesberg
| Lage                            | Objekt | Akten-Nr.     | Bild           |
| ------------------------------- | --- | ------------- | -------------- |
| (Standort)                      | Grabhügel vorgeschichtlicher Zeitstellung. | D-6-5920-0033 |                |
| Hauptstraße 4 (Standort)        | Archäologische Befunde im Bereich der frühneuzeitlichen katholischen Pfarrkirche Johannes der Täufer von Johannesberg mit mittelalterlichem Vorgängerbau und Körpergräbern im ummauerten Kirchhof. | D-6-5920-0111 | weitere Bilder |
| Hörsteiner Straße 14 (Standort) | Archäologische Befunde im Bereich der spätneuzeitlichen Kapelle als Vorgängerbau der zeitgeschichtlichen katholischen Filialkirche von Rückersbach.                                                | D-6-5920-0115 |                |